# Wjatscheslaw Michailowitsch Anissin
Wjatscheslaw Michailowitsch Anissin (russisch Вячеслав Михайлович Анисин; * 11. Juli 1951 in Moskau, seinerzeit in der Russischen SFSR) ist ein ehemaliger russischer Eishockeyspieler.

## Karriere
Wjatscheslaw Anissin begann seine Karriere im Nachwuchsbereich des HK ZSKA Moskau, für den er ab 1970 in der Klass A, der höchsten sowjetischen Spielklasse, auflief. Zwischen 1971 und 1976 war er für Krylja Sowetow Moskau aktiv und entwickelte sich dabei zum Nationalspieler. Er bildete mit seinen Partnern Alexander Bodunow und Juri Lebedew eine überaus erfolgreiche Sturmreihe.
Am 12. März 1972 stand er in einem Spiel gegen Deutschland zum ersten Mal für die sowjetische Nationalmannschaft auf dem Eis. 1972 absolvierte er im Rahmen der Summit Series 1972 gegen Kanada sieben Spiele für die Sbornaja. Seine internationale Karriere wurde mit drei Goldmedaillen bei den Eishockey-Weltmeisterschaften 1973, 1974 und 1975 gekrönt. Für die Nationalmannschaft erzielte er 35 Tore in 99 Länderspielen.
Zwischen 1981 und 1988 war er für den HK Spartak Moskau und SKA Leningrad aktiv. Insgesamt erzielte er 176 Tore in 509 Spielen in der höchsten sowjetischen Liga. Seine Karriere ließ er anschließend beim KHL Medveščak Zagreb, HC Milano Saima und HC Chiavenna ausklingen.
1973 wurde er als Verdienter Meister des Sports der UdSSR ausgezeichnet. Am 21. Dezember 1977 bestritt er sein letztes Länderspiel.
Zwischen 1997 und 1999 betreute er Witjas Podolsk aus der Perwaja Liga als Cheftrainer.
Seine Tochter Marina Anissina ist Eiskunstläuferin und Olympiasiegerin 2002 im Eistanzen. Sein Sohn Michail Anissin ist ebenfalls ein Eishockeyspieler.